# Список терактов КНС
Хронология терактов Комитетов народного сопротивления
| дата            | место                               | акция | пострадавшие                                                       | организация |
| --------------- | ----------------------------------- | --- | ------------------------------------------------------------------ | --- |
| 8 октября 2000  | шоссе около КПП Рафиах, сектор Газа | Боевики обстреляли автобус с работниками КПП Рафиах | 8 человек ранено                                                   | «Комитеты народного сопротивления» |
| 8 октября 2000  | шоссе около КПП Рафиах, сектор Газа | Боевики обстреляли автомобиль на шоссе из Керем Шалом в КПП Рафиах | 1 погибшая                                                         | «Комитеты народного сопротивления» |
| 20 ноября 2000  | Кфар-Даром, сектор Газа             | Взрыв осколочной бомбы, сконструированной из 122-миллиметровой мины и усиленной дополнительным количеством взрывчатки, в нескольких метрах от школьного автобуса, перевозившего детей и учителей из поселения Кфар Даром. Несмотря на то, что автобус был укреплен броней, в его бортах образовались пробоины диаметром до 15 см.                                                             | 2 погибших, 9 тяжело ранено (из них 5 детей — трое из одной семьи) | Хезболла, Бригады мучеников Аль-Аксы (ФАТХ) и Омар Аль Мухтар («Комитеты народного сопротивления»). Подрыв автобуса был также одобрен шейхом Ахмедом Яссином, духовным лидером Хамас. |
| 28 апреля 2001  | Нецер Хазани, сектор Газа           | Боевики обстреляли из миномётов поселение Нецер Хазани | 5 человек ранено (1 тяжело)                                        | «Комитеты народного сопротивления» |
| 29 апреля 2001  | Кфар-Даром, сектор Газа             | Боевики обстреляли из миномётов поселение Кфар-Даром |                                                                    | «Комитеты народного сопротивления» |
| 7 мая 2001      | Ацмона, сектор Газа                 | Боевики обстреляли из миномётов поселение Ацмона |                                                                    | «Комитеты народного сопротивления» |
| 14 февраля 2002 | сектор Газа                         | Взрыв противотанковой мины | 3 солдат погибли                                                   | «Комитеты народного сопротивления» |
| 14 марта 2002   | сектор Газа                         | Взрыв противотанковой мины | 3 солдат погибли                                                   | «Комитеты народного сопротивления» |
| 5 сентября 2002 | сектор Газа                         | Взрыв противотанковой мины |                                                                    | «Комитеты народного сопротивления» |
| 15 октября 2003 | перекрёсток Бейт-Ханун, сектор Газа | Взрыв мины большой мощности под одним из автомобилей дипломатического представительства США, вёзших груз гуманитарной помощи. | погибли три американских дипломата                                 | «Комитеты народного сопротивления» |
| 2 мая 2004      | перекрёсток Кисуфим (сектор Газа)   | Боевики из автоматов расстреляли автомобиль с Тали Хатуэль и её детьми. | 5 погибших (Тали Хатуэль и её 4 дочери от 2 до 11 лет)             | «Исламский джихад» и «Комитеты народного сопротивления» |
| 13 января 2005  | КПП Карни, сектор Газа              | Террористическая атака. Трое боевиков в 23:00, используя поддельные документы, проникли на палестинскую сторону КПП. С помощью мощного фугаса была взорвана стена, разделяющая палестинскую и израильскую стороны КПП. Боевики ворвались на израильскую сторону и начали расстреливать находившихся там работников КПП. После длительной перестрелки гражданские охранники КПП застрелили их. | 6 погибших, более 10 ранено                                        | Хамас, Бригады мучеников Аль-Аксы (ФАТХ) и «Комитеты народного сопротивления» |
| 7 сентября 2005 | Газа                                | Убийство Мусы Арафата (племянника Ясира Арафата и бывшего главы службы безопасности сектора Газа до января 2005) и похищение его сына, который также являлся высокопоставленным сотрудником службы безопасности. Арафат был застрелен в собственном доме. | убит Муса Арафат                                                   | «Комитеты народного сопротивления» |
| 25 июня 2006    | возле Керем Шалом                   | Похищение Гилада Шалита. 8 боевиков при помощи туннеля длиной около километра проникли на территорию КПП. Внезапно атаковав израильский блокпост, подбили танк. В перестрелке двое боевиков были убиты. | 2 солдат убиты, 4 ранены; Гилад Шалит захвачен в заложники         | «Комитеты народного сопротивления», Хамас и «Армия ислама» |
| 25 июня 2006    | возле поселения Итамар, Самария     | Похищение и убийство израильского поселенца Элиягу Ашери. | убит Элиягу Ашери                                                  | «Комитеты народного сопротивления» |
| 6 марта 2008    | возле КПП Кисуфим, сектор Газа      | Взрыв осколочной бомбы на шоссе возле КПП Кисуфим. | 1 офицер погиб, 3 ранено (1 критически)                            | «Комитеты народного сопротивления» |